# Premier ministre de Transnistrie
Le Premier ministre du gouvernement de la Transnistrie est le chef du gouvernement de la Transnistrie, qui n'est pas un État reconnu internationalement et fait de jure partie de la Moldavie.
L'actuel Premier ministre est Aleksandr Rozenberg, depuis le 30 mai 2022, sous la présidence de Vadim Krasnosselski.

## Histoire
Un poste de président du gouvernement (Conseil des ministres) a existé du 3 septembre au 29 novembre 1990. L'intérim a été assuré par Stanislav Moroz. Par la suite, la fonction de Premier ministre a été supprimée. Jusqu'en 2012, le chef du gouvernement était le président.
La fonction de Premier ministre a été introduite le 1er janvier 2012 conformément aux amendements apportés en juin 2011 à la Constitution de la Transnistrie.

## Liste des premiers ministres
| No.                                             | Portrait   | Nom (Naissance–Décès)                | Mandat           | Mandat           | Mandat           | Parti politique | Législature               | Président | Président                         |
| No.                                             | Portrait   | Nom (Naissance–Décès)                | Début            | Fin              | Durée            | Parti politique | Législature               | Président | Président                         |
| ----------------------------------------------- | ---------- | ------------------------------------ | ---------------- | ---------------- | ---------------- | --------------- | ------------------------- | --------- | --------------------------------- |
| —                                               |            | Stanislav Moroz (1938–2013) Interim  | 3 septembre 1990 | 9 décembre 1990  | 97 jours         | CPSU            | Soviet Suprême Provisoire |           | Igor Smirnov (1990–1991)          |
| Poste aboli (9 décembre 1990 – 18 janvier 2012) |            |                                      |                  |                  |                  |                 |                           |           |                                   |
| 1                                               |            | Pyotr Stepanov (né en 1959)          | 18 janvier 2012  | 10 juillet 2013  | 1 an, 173 jours  | Indépendant     | V (2010)                  |           | Yevgeny Shevchuk (2011–2016)      |
| 2                                               |            | Tatiana Turanskaya (née en 1972)     | 10 juillet 2013  | 13 octobre 2015  | 2 ans, 95 jours  | Indépendante    | V (2010)                  |           | Yevgeny Shevchuk (2011–2016)      |
| —                                               |            | Maya Parnas (née en 1974) Interim    | 13 octobre 2015  | 30 novembre 2015 | 48 jours         | Indépendante    | V (2010)                  |           | Yevgeny Shevchuk (2011–2016)      |
| (2)                                             |            | Tatiana Turanskaya (née en 1972)     | 30 novembre 2015 | 2 décembre 2015  | 2 jours          | Indépendante    | V (2010)                  |           | Yevgeny Shevchuk (2011–2016)      |
| —                                               |            | Maya Parnas (née en 1974) Interim    | 2 décembre 2015  | 23 décembre 2015 | 21 jours         | Indépendante    | V (2010)                  |           | Yevgeny Shevchuk (2011–2016)      |
| 3                                               |            | Pavel Prokudin (né en 1966)          | 23 décembre 2015 | 17 décembre 2016 | 360 jours        | Indépendant     | VI (2015)                 |           | Yevgeny Shevchuk (2011–2016)      |
| 4                                               |            | Aleksandr Martynov (né en 1981)      | 17 décembre 2016 | 26 mai 2022      | 5 ans, 160 jours | Indépendant     | VI (2015)                 |           | Vadim Krasnoselsky (2016–present) |
| 4                                               | VII (2020) | Aleksandr Martynov (né en 1981)      | 17 décembre 2016 | 26 mai 2022      | 5 ans, 160 jours | Indépendant     |                           |           | Vadim Krasnoselsky (2016–present) |
| —                                               |            | Stanislav Kasap (né en 1983) Interim | 26 mai 2022      | 30 mai 2022      | 4 jours          | Indépendant     |                           |           | Vadim Krasnoselsky (2016–present) |
| 5                                               |            | Aleksandr Rosenberg (né en 1967)     | 30 mai 2022      | -                | 2 ans, 288 jours | Indépendant     |                           |           | Vadim Krasnoselsky (2016–present) |